# Bélgica nos Jogos Olímpicos de Verão de 2020
A Bélgica esteve representada nos Jogos Olímpicos de Verão de 2020 por um total de 122 desportistas que competiram em 20 desportos. Responsável pela equipa olímpica é o Comité Olímpico e Interfederal Belga, bem como as federações desportivas nacionais da cada desporto com participação.
Os portadores da bandeira na cerimónia de abertura foram o jogador de hóquei em campo Félix Denayer e a atleta Nafissatou Thiam.

## Medalhistas
A equipa olímpica da Bélgica obteve as seguintes medalhas:
| Nome                                                                                  | Desporto            | Competição           |
| ------------------------------------------------------------------------------------- | ------------------- | -------------------- |
| Ouro                                                                                  |                     |                      |
| Nafissatou Thiam                                                                      | Atletismo           | Heptatlo F           |
| Nina Derwael                                                                          | Ginástica artística | Barras asimétricas F |
| Equipa                                                                                | Hóquei sobre grama  | Torneio M            |
| Prata                                                                                 |                     |                      |
| Wout van Aert                                                                         | Ciclismo em estrada | Estrada M            |
| Bronze                                                                                |                     |                      |
| Bashir Abdi                                                                           | Atletismo           | Maratona M           |
| Pieter Devos (Claire Z) Jérôme Guery (Quel Homme de Hus) Grégory Wathelet (Nevados S) | Hipismo             | Salto por equipa     |
| Matthias Casse                                                                        | Judô                | –81 kg M             |